# Solo (Jennie)
Solo è il singolo di debutto della cantante e rapper sudcoreana Jennie, pubblicato il 12 novembre 2018.

## Pubblicazione
Il 18 ottobre 2018, l'etichetta discografica di Jennie, la YG, ha annunciato che tutti i membri delle Blackpink stavano preparando i loro debutti da soliste e che in ordine i progetti sarebbero stati pubblicati partendo da Jennie. Il 27 ottobre, la compagnia ha pubblicato vari poster promozionale sui social network. Successivamente, sono stati caricati tre video promozionali. Il primo video promozionale di 23 secondi è stato caricato sul canale YouTube ufficiale delle Blackpink. La clip mostra Jennie sdraiata su un letto e che menziona ripetutamente il suo nome. Il secondo video promozionale è stato caricato una settimana dopo. Nel video, Jennie balla in uno studio fotografico. Il terzo e ultimo video, teaser del video musicale ufficiale, è stato caricato quattro giorni prima dell'uscita del singolo, mostrandola con abiti diversi in varie località.
In una conferenza stampa tenutasi il 12 novembre 2018, Jennie ha parlato della creazione della canzone. Ha dichiarato:

## Descrizione
Solo è stata scritta da Teddy e prodotta da quest'ultimo insieme a 24. La canzone è composta nella tonalità di Re minore con un tempo di 95 battiti per minuto. Musicalmente è stato descritto dalla critica specializzata come un brano dance, pop e hip hop, con elementi EDM. Kang Kyung-yoon di SBS ha notato che i testi seguono due temi: una ragazza debole e introversa e una «donna indipendente ma forte».

## Promozione

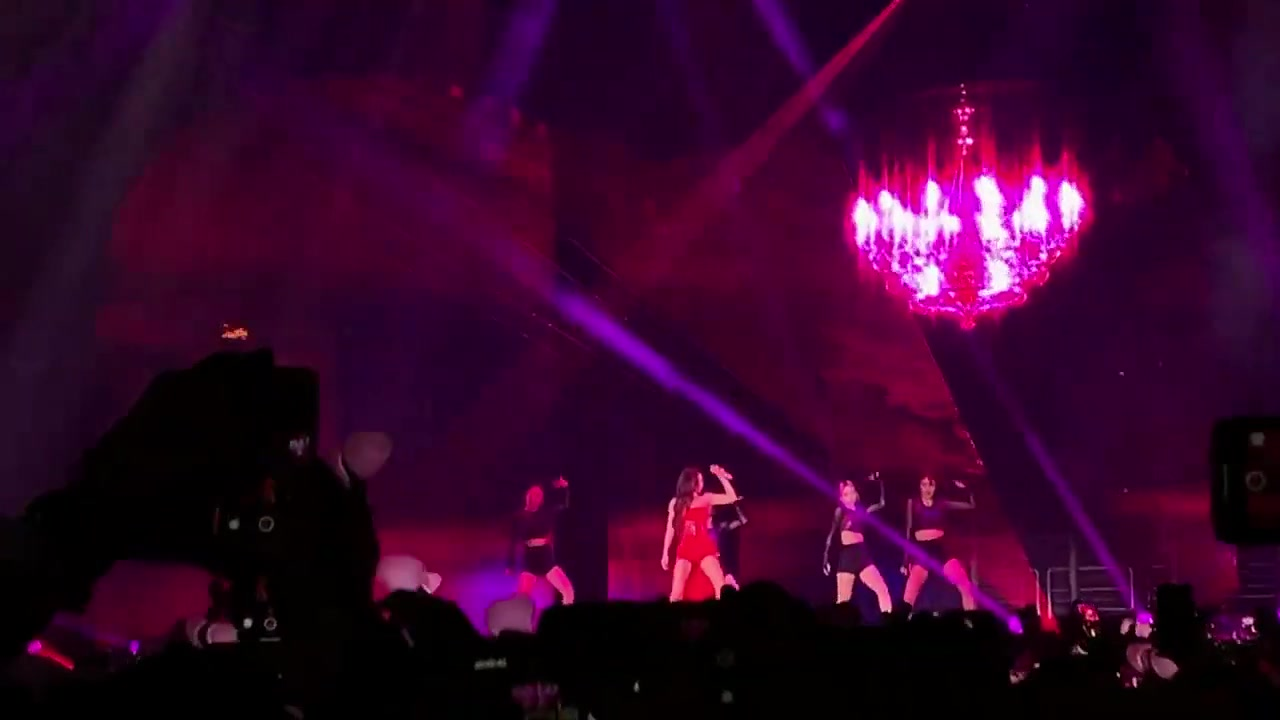
Jennie mentre esegue Solo a Los Angeles, 17 aprile 2019

Jennie ha promosso Solo per la prima volta al concerto delle Blackpink all'Olympic Gymnastics Arena di Seul il 10 e 11 novembre 2018. Successivamente, Kim si è esibita con la canzone tra novembre e dicembre al programma televisivo Inkigayo. Nello stesso mese, Solo è stato eseguito alla cerimonia SBS Gayo Daejeon, insieme a Ddu-Du Ddu-Du. Inoltre, è stata eseguita durante il debutto in America delle Blackpink al festival Coachella Valley Music and Arts Festival il 12 aprile 2019, facendo di Jennie la prima solista coreana a suonare al prestigioso evento.
Il 2 luglio 2023 Jennie ha nuovamente esibito il brano durante il set da headliner al BST Hyde Park a Londra.

## Video musicale
Il video, girato nel Regno Unito, è stato reso disponibile il 12 novembre 2018 in concomitanza con l'uscita del singolo. Diretto da Han Sa-min, già regista del video di Stay delle Blackpink, Jennie è diventata la prima solista donna coreana ad avere un video musicale da 500 milioni di visualizzazioni in assoluto. A marzo 2023, il video musicale ha superato le 900 milioni di visualizzazioni, diventando così il primo video di una solista coreana a raggiungere il traguardo.

## Riconoscimenti

### Premi dei programmi musicali
- Inkigayo
  - 25 novembre 2018[18]
  - 2 dicembre 2018[19]
  - 16 dicembre 2018[20]

## Tracce
Testi e musiche di Teddy Park e 24.
Download digitale
1. Solo – 2:49

CD
1. Solo
2. Solo (Instrumental)

## Formazione
- Jennie – voce
- Teddy – produzione, tastiere
- 24 – produzione, arrangiamento, tastiere
- Yongin Choi – registrazione
- Jason Robert – missaggio
- Chris Gehringer – mastering

## Successo commerciale

### Asia
Solo ha debuttato alla vetta della Circle Chart nella settimana terminata il 17 novembre. Nel complesso, la canzone è rimasta nella top ten della classifica per 13 settimane consecutive e ha trascorso 33 settimane nella top 100 in tale classifica, mentre la versione fisica del singolo ha debuttato alla 2ª posizione, vendendo 45 000 copie in due mesi rendendolo il 100º album più venduto del 2018. A luglio 2020, ha venduto più di 75 000 copie. La canzone ha avuto successo commerciale anche a Singapore e in Malaysia, debuttando alla 2ª posizione di entrambe le classifiche.

### America del Nord
Negli Stati Uniti, Solo ha debuttato in cima alla classifica Digital Songs, rimanendo in tale classifica per 25 settimane. La canzone ha venduto 10 000 copie digitali negli Stati Uniti a dicembre 2018. In Canada, ha debuttato alla 67ª posizione della Billboard Canadian Hot 100.

## Classifiche

### Classifiche settimanali
| Classifica (2018-23) | Posizione massima |
| -------------------- | ----------------- |
| Canada               | 67                |
| Corea del Sud        | 1                 |
| Malaysia             | 2                 |
| Singapore            | 2                 |
| Ungheria (download)  | 31                |
| Vietnam              | 85                |

### Classifiche di fine anno
| Classifica (2018) | Posizione |
| ----------------- | --------- |
| Corea del Sud     | 86        |
| Classifica (2019) | Posizione |
| Corea del Sud     | 35        |

## Date di pubblicazione
| Paese | Data di pubblicazione | Formato                      | Nota   |
| ----- | --------------------- | ---------------------------- | ------ |
| Mondo | 12 novembre 2018      | Download digitale, streaming | [ 32 ] |
| Mondo | 18 novembre 2019      | CD                           | [ 33 ] |